# Brdo (Nazarje, Slovenija)
Brdo je naselje u slovenskoj Općini Nazarju. Brdo se nalazi u pokrajini Štajerskoj i statističkoj regiji Savinjskoj. 

## Stanovništvo
Prema popisu stanovništva iz 2002. godine naselje je imalo 47 stanovnika.